# Preservation and Long-term Access through Networked Services
Preservation and Long-term Access through Networked Services, kurz PLANETS, war ein von der Europäischen Union für vier Jahre gefördertes Projekt zur Entwicklung von Dienstleistungen und Werkzeugen, die die Langzeitarchivierung digitaler Informationen unterstützen. Das Projekt lief von 2006 bis 2010.

## Finanzierung
Das Gesamtbudget betrug 14 Millionen €. Davon kamen 8,6 Millionen aus dem Sixth Framework Programme der EU.

## Projektpartner
Das PLANETS Projekt brachte die einzigartigen Erfahrungen zusammen, welche benötigt werden zum Forschen, Entwickeln, Liefern und Produzieren von praktischen digitalen Erhaltungslösungen. Das Konsortium umfasste Europäische Nationalbibliotheken und Archive, Universitäten und Technologieunternehmen. 

### Nationalbibliotheken
- British Library
- Königliche Bibliothek der Niederlande
- Österreichische Nationalbibliothek,
- Dänische Königliche Bibliothek
- Staats- und Universitätsbibliothek Århus

### Archive
- National Archives of the Netherlands
- National Archives of England, Wales, and the United Kingdom
- Schweizerisches Bundesarchiv

### Universitäten
- Universität zu Köln
- Albert-Ludwigs-Universität Freiburg
- HATII an der University of Glasgow
- Technische Universität Wien.

### Technologieunternehmen
- ARC Seibersdorf Research GmbH (AT)
- IBM Netherlands B.V.
- Microsoft Research Limited (UK)
- Tessella Support Services Plc (UK)